# Yūji Takahashi
Yūji Takahashi (japanisch 高橋 悠治 Takahashi Yūji; * 21. September 1938 in der Präfektur Tokio) ist ein japanischer Komponist und Pianist.

## Leben und Wirken
Takahashi, der ältere Bruder der Pianistin Aki Takahashi, hatte ersten Musikunterricht bei seinem Vater, einem Violinlehrer, und ab 1945 bei Dan Ikuma. Er war später Kompositionsschüler von Minao Shibata und Rō Ogura und studierte von 1954 bis 1958 an der Tōhō Gakuen Daigaku Klavier bei Hiroshi Itō.
Ab 1960 arbeitete Takahashi als Korrepetitor der Operngruppe Nikkikai. 1962 wurde als sein erstes Werk Fonogene für zwölf Spieler und elektronische Klänge uraufgeführt. Mit den Komponisten Toshi Ichiyanagi und Kenji Kobayashi gründete er das Ensemble für Neue Musik New Directions, zu dem auch Kuniharu Akiyama gehörte. Auf dem Gebiet der Filmmusik arbeitete er mit Tōru Takemitsu zusammen.
1963 kam er als Stipendiat des DAAD nach Berlin, wo er Elliott Carter und Frederic Rzewski kennenlernte und Komposition bei Iannis Xenakis studierte. Ab 1964 war Takahashi Pianist in der Pariser Musikgruppe Domaine Musicale. In dieser Zeit entstanden von Xenakis geprägte Kompositionen wie Chromamorphe I für sieben Instrumente (1964), Chromamorphe II für Klavier (1965) und 6 Stoicheia für vier Violinen (1965).
1965 wirkte Takashi in Stockholm als Mitglied der experimentellen Musikgruppe Vierkingen. Mit einem Stipendium der Rockefeller Foundation ging er 1966 nach New York. Hier studierte er Computermusik und besuchte bis 1968 die Sommerkurse des Berkshire Music Center in Tanglewood. 1968–1969 war er Mitglied des Center of the Creative and Performing Arts in Buffalo. 1971–1972 unterrichtete er an der Indiana University und am Konservatorium von San Francisco. Danach kehrte er nach Japan zurück und lebt seitdem als freischaffender Komponist und Pianist in Tokio.
Der Pianist Takashi wurde vor allem als Interpret zeitgenössischer Werke bekannt. Er spielte die Uraufführungen mehrerer Werke Tōru Takemitsus (Piano Distance, 1961; Corona, 1962; Arc, 1963; Asterism, 1969), und sein Lehrer Xenakis komponierte für ihn Herma (1962) und Eonta (1964). Er arbeitete als Solist mit dem London Symphony Orchestra, dem New York Philharmonic Orchestra, dem Boston Symphony Orchestra, dem Chicago Symphony Orchestra, dem San Francisco Symphony Orchestra, dem Philadelphia Orchestra, dem Toronto Symphony Orchestra und dem Buffalo Philharmonic Orchestra zusammen und trat beim International Music Council Congress der UNESCO 1966 und 1968 und bei der Weltausstellung 1970 in Osaka auf.
Neben dem pianistischen Gesamtwerk von Arnold Schönberg, Anton Webern und Alban Berg nahm Takahashi Kompositionen von Olivier Messiaen, Xenakis, John Cage, Frederic Rzewski, Cornelius Cardew, Tōru Takemitsu, Selamat A. Sjukur, Earle Brown und Roger Reynolds auf. Als Dirigent spielte er Kompositionen von Xenakis, José Maceda, Sofia Gubaidulina, John Zorn und Edgar Varèse ein.